# Gideon Honoré
Gideon Joseph Honoré (* 15. September 1904 in New Orleans; † 8. Januar 1990 in Los Angeles) war ein US-amerikanischer Jazzpianist, der vorwiegend in der Jazzszene von Chicago aktiv war.

## Leben und Wirken
Honorés Vater hatte französische Wurzeln und stammte aus New Orleans. Als Kind hatte er Klavier- und Orgelunterricht. Als Zwölfjähriger sammelte er erste musikalische Erfahrungen, als er auf Partys spielte; in seiner Jugend besuchte er die nahe gelegenen Spielstätten des New Orleans Jazz, kannte Freddie Keppard, King Oliver, Baby Dodds und Johnny Dodds.
Mit seiner Familie zog er 1921 nach Chicago und besuchte dort die Christenson School of Music. Erste professionelle Erfahrungen als Musiker sammelte er bei Palmer Cadiz. Um 1925 spielte er als Solist im Cascades Gardens. Ende der 1920er-Jahre leitete er eigene Formationen, mit denen er in Clubs wie Lakewood Hall und im Huntington Hotel auftrat. Honoré spielte 1933 in Chicago mit Bud Johnson, Floyd Campbell und Jabbo Smith im Panama Cafe, 1935 bei Richard M. Jones’ Chicago Cosmopolitans, bei deren Aufnahmen für Decca Records er beteiligt war („Baby O'Mine“). 1936 gehörte er Jimmie Noone and His New Orleans Band (mit Guy Kelly, Preston Jackson, Francis Whitby, Israel Crosby und Tubby Hall) an, die in Clubs wie dem Liberty inn auftrat; bei einer Decca-Session entstanden die Titel „He’s a Different Type of Guy“, „Way Down Yonder in New Orleans“, „The Blues Jumped a Rabbit“ und „Sweet Georgia Brown“. Honorés Komposition „The Blues Jumped a Rabbit“ wurde 1937 von Carole Lombard und Fred MacMurray in dem Film Swing High, Swing Low (Regie Mitchell Leisen) interpretiert. Honoré spielte insgesamt sechs Jahre bei Noone.
1940 leitete er ein Quartett im Club 4-11, dem auch Darnell Howard angehörte; im selben Jahr nahm er erneut mit Noone auf; im selben Jahr trat er alternierend mit Tiny Parham in der Revue Tropics After Dark im Rahmen der American Negro Exposition auf. 1940/41 war er Mitglied von Jimmie Noones Trio mit dem Bassisten John Frazier, das u. a. in Clubs auf der Central Avenue von Los Angeles gastierte. Im August 1944 spielte er dort mit Sidney Bechet im Club Rio.
Anschließend spielte Honoré ein Jahr in der Band des Rhythm-&-Blues-Sängers Dallas Bartley; in New York City wirkte Honoré 1945 bei einer Plattensession Bartleys mit („The Band That Really Comes On“, Cosmo 484). Letzte Aufnahmen entstanden im Oktober 1946 mit Preston Jackson and His New Orleans Band für Bluebird Records. Im Bereich des Jazz war er zwischen 1935 und 1946 an vier Aufnahmesessions beteiligt. 1948 trat er mit Kid Ory und dem Trompeter Jack Minger auf.
Ende der 1940er-Jahre zog Honoré an die Westküste, arbeitete als Tournee-Musiker für Wandertheater und begleitete die Sängerin und Tänzerin Helena Jester. Er spielte dann um 1950 drei Jahre bei Albert Nicholas, trat mit Teddy Buckner, in den 1960er- und 70er-Jahren noch als Solist in Hotels sowie mit dem Bassisten Ricky Robinson und dem Posaunisten Roger Jamieson auf, bevor er sich in den 1980er-Jahren als aktiver Musiker zurückzog und sich auf das Unterrichten beschränkte.